# Departamento de Chillán
| Departamento de Chillán   | Departamento de Chillán      |
| ------------------------- | ---------------------------- |
| Cabecera:                 | Chillán                      |
| Superficie:               | km²                          |
| Habitantes:               | hab                          |
| Densidad:                 | hab/km²                      |
| Comunas/ Subdelegaciones: | - Chillán - Pinto - Coihueco |
| Ubicación                 |                              |
|                           |                              |

| Departamento de Chillán | Departamento de Chillán |
| ----------------------- | --- |
| Cabecera:               | Chillán |
| Superficie:             | km² |
| Habitantes:             | hab |
| Densidad:               | hab/km² |
| Subdelegaciones:        | - 1a de Chillán - 2a de Chillán - 3a de Chillán - 4a de Chillán Viejo - 5a de Chillán Viejo - 6a Guape - 7a Huechupín - 8a Nebuco - 9a Boyén - 10a Pinto - 11a Coihueco - 12a Niblinto - 13a Alico - 14a Cato - 15a Reloca |
| Municipalidades:        | - capital departamental: - Chillán - otras municipalidades (1891) - Chillán Viejo (1891) - Pinto (1891) - Coihueco (1891) - Niblinto (1891)                                                                                |
| Ubicación               | |
|                         | |

El Departamento de Chillán es una antigua división territorial de Chile, que pertenecía a la Provincia de Concepción. La cabecera del departamento fue Chillán. Fue creado sobre la base del Partido de Chillán, del cual se segregó el territorio del Partido de San Carlos, en la década de 1820. Luego fue unido con el departamento de San Carlos, para formar la Provincia de Ñuble, de acuerdo a la ley del 2 de febrero de 1848. En 1884, a partir de este departamento se crea el Departamento de Bulnes y el Departamento de Yungay.

## Límites
El Departamento de Chillán limitaba:
- al norte con el río Ñuble y el Departamento de San Carlos.
- al oeste con el Departamento de Puchacay, y el Departamento de San Carlos.
- al sur con el Departamento de Rere, y luego con el Departamento de Bulnes y el Departamento de Yungay.
- Al este con la cordillera de los Andes

## Administración
La administración estuvo en Chillán, en donde se encontraba la Gobernación Departamental. Luego, con la creación de la Provincia de Ñuble, se encontraría la Intendencia Provincial. Para la administración local del departamento se encuentra, además, la Ilustre Municipalidad de Chillán.
El 22 de diciembre de 1891, mediante el Decreto de Creación de Municipalidades y la Ley de Comuna Autónoma, se crean las siguientes municipalidades, manteniendo los límites que les asignaba el decreto del 7 de noviembre de 1888:
- Municipalidad de Chillán Viejo, con sede en Chillán Viejo, administrando las subdelegaciones 4a y 5a de Chillán Viejo, 6a Guape, 7a Huechupín y 8a Nebuco.
- Municipalidad de Pinto, con sede en Pinto, administrando las subdelegaciones 9a Boyén y 10a Pinto.
- Municipalidad de Coihueco, con sede en Coihueco, administrando las subdelegaciones 11a Coihueco y 15a Reloca.
- Municipalidad de Niblinto, con sede en Niblinto, administrando las subdelegaciones 12a Niblinto, 13a Alico y 14a Cato.

Las subdelegaciones 1a, 2a y 3a de Chillán del departamento con los límites que les asigna el 7 de noviembre de 1888 son administradas por la Ilustre Municipalidad de Chillán

## Subdelegaciones
De acuerdo al decreto del 7 de noviembre de 1888, las siguientes son las subdelegaciones:
- 1a de Chillán
- 2a de Chillán
- 3a de Chillán
- 4a de Chillán Viejo
- 5a de Chillán Viejo
- 6a Guape
- 7a Huechupín
- 8a Nebuco
- 9a Boyén
- 10a Pinto
- 11a Coihueco
- 12a Niblinto
- 13a Alico
- 14a Cato
- 15a Reloca

## Comunas y subdelegaciones (1927)
De acuerdo al DFL 8583 en el departamento se crean las siguientes comunas y subdelegaciones:
- Chillán, que comprende las antiguas subdelegaciones 1.a, 2.a y 3.a de Chillán, 4.a y 5.a de Chillán Viejo, 6.a Guape, 7.a Huechupín, 8.a Nebuco y 14.a Cato.
- Pinto, que comprende las antiguas subdelegaciones 9.a Boyén y 10.a Pinto.
- Coihueco, que comprende las antiguas subdelegaciones 11.a Coihueco, 12.a Niblinto y 15.a Reloca y la parte de la antigua subdelegación 13.a Alico, que queda comprendida dentro de los límites del departamento de Chillán.